# Charles Anderson (jinete)
Charles Howard Anderson (24 de octubre de 1914-27 de marzo de 1993) fue un jinete estadounidense que compitió en la modalidad de concurso completo. Participó en los Juegos Olímpicos de Londres 1948, obteniendo una medalla de oro en la prueba por equipos.

## Palmarés internacional
| Juegos Olímpicos | Juegos Olímpicos      | Juegos Olímpicos | Juegos Olímpicos |
| Año              | Lugar                 | Medalla          | Categoría        |
| ---------------- | --------------------- | ---------------- | ---------------- |
| 1948             | Londres (Reino Unido) | Medalla de oro   | Por equipos      |